# .hm
.hm е интернет домейн от първо ниво за островите Хърд и Макдоналд. Администрира се от HM Domain Registry. Представен е през 1997 г.